# Czareczka czarniutka

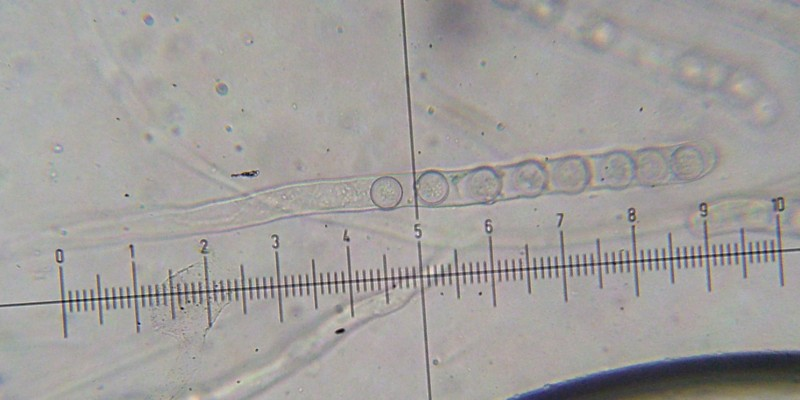
Worek z zarodnikami

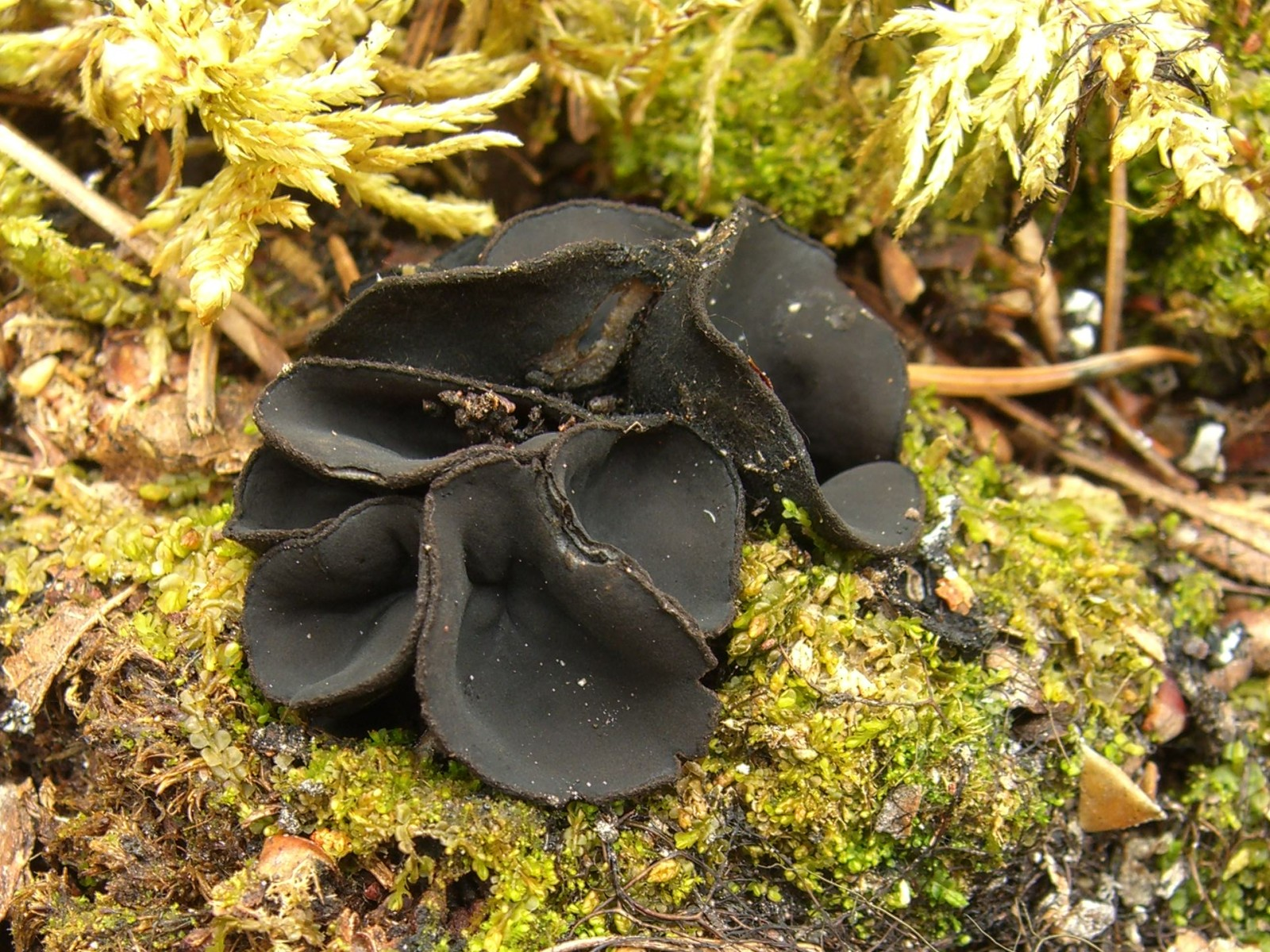

Czareczka czarniutka (Pseudoplectania nigrella (Pers.) Fuckel) – gatunek grzybów z rodziny Sarcosomataceae. 

## Systematyka i nazewnictwo
Pozycja w klasyfikacji według Index Fungorum: Pseudolectania, Sarcosomataceae, Pezizales, Pezizomycetidae, Pezizomycetes, Pezizomycotina, Ascomycota, Fungi.
Po raz pierwszy takson ten zdiagnozował w 1801 r. Christian Hendrik Persoon nadając mu nazwę Peziza nigrella. Obecną, uznaną przez Index Fungorum nazwę nadał mu w 1870 r. Leopold Fuckel, przenosząc go do rodzaju Pseudolectania. 
Niektóre synonimy:: 

- Crouania nigrella (Pers.) Hazsl.
- Otidella nigrella (Pers.) J. Schröt. 1893
- Peziza nigrella Pers. 1801
- Plectania nigrella (Pers.) P. Karst. 1885

## Morfologia

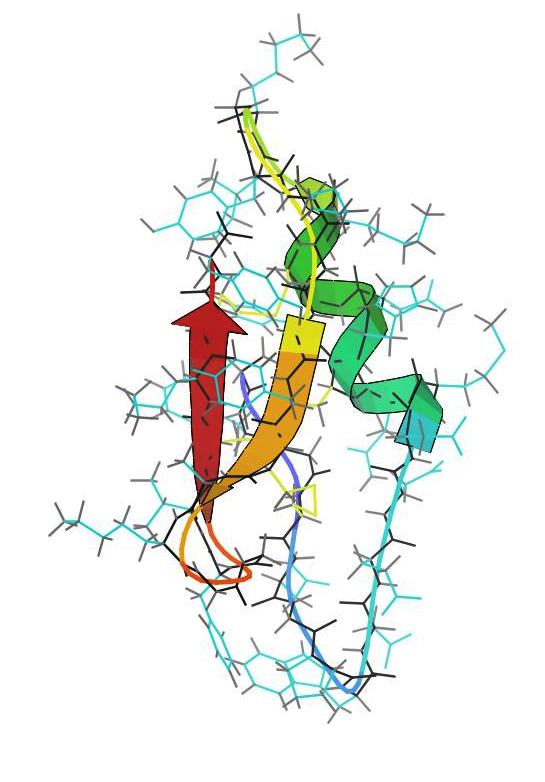
Model wstążkowy fragmentu polipeptydu plektasyny

Owocniki mają formę apotecjów; są czarkowate, średnicy do 30 mm. Wnętrze owocnika odznacza się błyszczącą czarną barwą. Miąższ nie ma szczególnego zapachu ani smaku.
Worki cylindryczne, o wymiarach 250–300 × 11–13 μm, nie reagują z odczynnikiem Melzera. Wysyp biały. Zarodniki w liczbie ośmiu w jednym worku, bezbarwne, hialinowe, gładkie, okrągławe, niekiedy z jedną kropelką tłuszczu, o wymiarach 10–12 μm.

## Występowanie
Czareczka czarniutka spotykana jest w Europie, Ameryce Północnej (od New Jersey do Manitoby, Wisconsin, Alabamy i Jamajki), Indiach, Japonii i Australii. Występuje w Polsce. została umieszczona w Rejestrze gatunków grzybów chronionych i zagrożonych (GREJ).

## Biochemia
W 2005 roku ukazała się praca, w której zreferowano prace prowadzone nad otrzymaną z owocników czareczki czarniutkiej substancją z grupy defensyn, plektasynę. Plektasyna była pierwszą defensyną otrzymaną z grzyba; te bogate w reszty cysteinowe peptydy opisywano wcześniej jedynie u bezkręgowców (pająków, skorpionów, ważek, małży). Rekombinowany peptyd wywierał silne działanie antybiotyczne in vitro, zwłaszcza wobec Streptococcus pneumoniae, w tym również wobec szczepów opornych na konwencjonalną antybiotykoterapię. Firma farmaceutyczna Novozymes prowadzi obecnie badania nad tym peptydem.